# Władysław Prażmowski
Władysław Prażmowski (ur. 22 marca 1900 w Łodzi, zm. 15 maja 1991) – polski lekarz, doktor nauk medycznych, kawaler Orderu Virtuti Militari, kapitan Wojska Polskiego.

## Życiorys
Urodził się 22 marca 1900 w Łodzi, w rodzinie Tomasza i Bronisławy z domu Szachmat. Ukończył miejską szkołę powszechną i siedem klas Gimnazjum Towarzystwa „Uczelnia” w rodzinnym mieście. Przez rok był członkiem Organizacji Młodzieży Niepodległościowej „Zarzewie”.
14 listopada 1918 jako uczeń klasy ósmej gimnazjum wstąpił ochotniczo do Wojska Polskiego. Służył w 26 Pułku Piechoty, awansując na starszego szeregowca i kaprala. 5 lipca 1919 został odkomenderowany do Szkoły Podchorążych w Warszawie. Od 10 lipca 1919 do 28 lutego 1920 był uczniem klasy 16. Po ukończeniu szkoły, w stopniu podchorążego, został przydzielony do Batalionu Zapasowego Nowogródzkiego Pułku Strzelców w Słonimie. 1 maja tego roku został wysłany do Nowogródzkiego Pułku Strzelców na froncie. W jego szeregach walczył na wojnie z bolszewikami. 30 lipca 1920 Naczelny Wódz mianował go podporucznikiem piechoty z dniem 1 lipca 1920 i 26. lokatą. Wyróżnił się 15 sierpnia 1920 dowodząc 6. kompanią w bitwie pod Radzyminem. 4 września tego roku dowódca II batalionu porucznik Gustaw Pawliszyn sporządził wniosek o odznaczenie go Orderem Virtuti Militari, który zatwierdził dowódca pułku major Ignacy Oziewicz.
28 lutego 1921 zdał egzamin maturalny na Uniwersytecie Stefana Batorego w Wilnie i rozpoczął studia na Wydziale Lekarskim tejże uczelni. 1 października 1921 został bezterminowo urlopowany w wojska. W 1922 posiadał przydział w rezerwie do 80 Pułku Piechoty w Słonimie, a od następnego roku do 18 Pułku Piechoty w Skierniewicach. 8 stycznia 1924 został zatwierdzony w stopniu podporucznika ze starszeństwem z 1 marca 1920 i 8. lokatą w korpusie oficerów rezerwy piechoty. 29 stycznia 1932 prezydent RP nadał mu stopień porucznika z dniem z 2 stycznia 1932 i 41. lokatą w korpusie oficerów rezerwowych sanitarnych (grupa lekarzy). W latach 1932–1934, jako oficer rezerwy pozostawał w ewidencji Powiatowej Komendy Uzupełnień Wilno Miasto. Posiadał przydział w rezerwie do Kadry Zapasowej 3 Szpitala Okręgowego w Grodnie.
W 1926, jako student został młodszym asystentem w katedrze medycyny sądowej. W 1927 otrzymał dyplom lekarza. W tym samym roku rozpoczął pracę w Filii Państwowego Zakładu Higieny w Wilnie na stanowisku asystenta oddziału bakteriologii. W 1930 ukończył roczny kurs higieny ogólnej w Państwowej Szkole Higieny w Warszawie i został wyznaczony na stanowisko kierownika Filii PZH w Wilnie. Pracami filii kierował do 1939.
W 1991 został awansowany na kapitana. Zmarł 15 maja 1991.
Był żonaty, miał córkę Krystynę (ur. 1927).

## Ordery i odznaczenia
- Krzyż Srebrny Orderu Wojskowego Virtuti Militari nr 4195[21][2][14][22]
- Krzyż Zasługi Wojsk Litwy Środkowej – 3 marca 1926[23][5]
- Krzyż za udział w Wojnie 1918–1921 – 1991[3]